# Johan Zuidema
Johan Zuidema (De Westereen, 1948. szeptember 21. –) válogatott holland labdarúgó, csatár.

## Pályafutása

### Klubcsapatban
1971 és 1973 között az SC Cambuur, 1973 és 1975 között az FC Twente labdarúgója volt. A Twentével tagja volt az 1974–75-ös idényben UEFA-kupadöntős csapatnak. 1975–76-ban a N.E.C., 1976 és 1979 között az Ajax játékosa volt. Az Ajax csapatával két holland bajnoki címet és egy kupagyőzelmet ért el.

### A válogatottban
1975-ben két alkalommal szerepelt a holland válogatottban.

## Sikerei, díjai
FC Twente
- Holland bajnokság (Eerste divisie)
  - gólkirály: 1972–73 (25 gól)
- Holland kupa (KNVB beker)
  - döntős: 1975
- UEFA-kupa
  - döntős: 1974–75

 Ajax
- Holland bajnokság (Eerste divisie)
  - bajnok (2): 1976–77, 1978–79
- Holland kupa (KNVB beker)
  - győztes: 1979

## Statisztika

### Mérkőzései a holland válogatottban
| Hollandia | Hollandia         | Hollandia                | Hollandia | Hollandia | Hollandia | Hollandia  | Hollandia | Hollandia |
| #         | Dátum             | Helyszín                 | Hazai     | Eredmény  | Vendég    | Kiírás     | Gólok     | Esemény   |
| --------- | ----------------- | ------------------------ | --------- | --------- | --------- | ---------- | --------- | --------- |
| 1.        | 1975. április 30. | Antwerpen, Bosuilstadion | Belgium   | 1 – 0     | Hollandia | barátságos | -         |           |
| 2.        | 1975. május 17.   | Frankfurt, Waldstadion   | NSZK      | 1 – 1     | Hollandia | barátságos | -         |           |
|           | Összesen          |                          |           | 2         | mérkőzés  |            | 0         | gól       |